# Opel Mokka
Opel Mokka er en kompakt SUV fra Opel baseret på Gamma II-platformen fra General Motors. I Opels modelprogram er bilen placeret under Opel Antara. Teknisk set er modellen baseret på Opel Corsa D, og sælges i Storbritannien under navnet Vauxhall Mokka. Dens nærmeste konkurrenter er Citroën C4 Cactus, Nissan Juke, Peugeot 2008, Renault Captur. Gennem Bagde engineering vil modellen fra foråret 2013 også blive solgt som Chevrolet Trax. I Nordamerika og Kina sælges en identisk bil under navnet Buick Encore.

## Teknik
- 1,6-liters benzinmotor med 85 kW (115 hk) og femtrins manuel gearkasse
- 1,4-liters benzinmotor med turbolader, 103 kW (140 hk) og sekstrins manuel gearkasse
- 1,7-liters dieselmotor med 96 kW (130 hk) og sekstrins manuel gearkasse eller som ekstraudstyr sekstrins automatgear (kun med forhjulstræk)

| Model             | Slagvolume cm³ | Max. effekt kW (hk) / omdr. | Max. drejningsmoment Nm / omdr. | Motorkode | 0-100 km/t sek. | Topfart km/t | Årgange |
| ----------------- | -------------- | --------------------------- | ------------------------------- | --------- | --------------- | ------------ | ------- |
| Benzinmotorer     |                |                             |                                 |           |                 |              |         |
| 1.6 ecoFLEX       | 1598           | 85 (115) / 6000             | 155 / 4000                      | A16XER    | 12,5            | 170          | 2012 −  |
| 1.4 Turbo ecoFLEX | 1364           | 103 (140) / 4900 − 6000     | 200 / 1850 − 4900               | A14NET    | 9,9             | 186          | 2012 −  |
| Dieselmotorer     |                |                             |                                 |           |                 |              |         |
| 1.7 CDTI ecoFLEX  | 1686           | 96 (130) / 4000             | 300 / 2000 − 2500               | A17DTF    | 9,9             | 187          | 2012 −  |